# Liste der Kulturgüter in Uitikon
Die Liste der Kulturgüter in Uitikon enthält alle Objekte in der Gemeinde Uitikon im Kanton Zürich, die gemäss der Haager Konvention zum Schutz von Kulturgut bei bewaffneten Konflikten, dem Bundesgesetz vom 20. Juni 2014 über den Schutz der Kulturgüter bei bewaffneten Konflikten sowie der Verordnung vom 29. Oktober 2014 über den Schutz der Kulturgüter bei bewaffneten Konflikten unter Schutz stehen.
Objekte der Kategorien A und B sind vollständig in der Liste enthalten, Objekte der Kategorie C fehlen zurzeit (Stand: 1. Januar 2022). Unter übrige Baudenkmäler sind weitere geschützte Objekte zu finden, die im Verzeichnis der Objekte von überkommunaler Bedeutung der kantonalen Denkmalpflege zu finden und nicht bereits in der Liste der Kulturgüter enthalten sind.

## Kulturgüter
| Foto | | Objekt                                         | Kat. | Typ | Standort                           | Beschreibung |
| ---- | --- | ---------------------------------------------- | ---- | --- | ---------------------------------- | --- |
| ja   | Datei hochladen · Wikidata zu Üetliberg, prähistorische Siedlungen und Bestattungsplätze, römische Siedlung, mittelalterliche Burg und Befestigungsanlagen (Q29574257) | Uetliberg KGS-Nr.: 11734                       | A    | F   | 679500 / 244900                    | Umfasst spätbronze- und eisenzeitliche Siedlungen und Bestattungsplätze, römische Siedlung sowie mittelalterliche Burgruine und Befestigungsanlage (Hauptwall- und Vorwall) Objekt liegt zum Teil auf dem Gemeindegebiet von Stallikon (KGS-Nr. 7666) und Zürich (KGS-Nr. 11735). |
| ja   | Datei hochladen · Wikidata zu Ehemaliges Gerichtsherrenschloss (Q29933156)                                                                                             | Ehemaliges Gerichtsherrenschloss KGS-Nr.: 7686 | B    | G   | Zürcherstrasse 100 676061 / 246853 | |
| ja   | Datei hochladen · Wikidata zu Reformierte Kirche Uitikon (Q29933158)                                                                                                   | Reformierte Kirche KGS-Nr.: 7688               | B    | G   | Zürcherstrasse 50 676682 / 247165  | |

## Übrige Baudenkmäler
| ID       | Foto |                 | Objekt                                     | Kat.   | Typ | Standort                            | Beschreibung |
| -------- | ---- | --------------- | ------------------------------------------ | ------ | --- | ----------------------------------- | ------------ |
| 24800001 | ja   | Datei hochladen | Klubhaus Jurablick                         | B reg. | G   | Uetliberg 678720 / 245397           |              |
| 24800003 | ja   | Datei hochladen | Ehemaliges Bauernwohnhaus, sog. Vockenhaus | C      | G   | Langwiesstrasse 36 677937 / 245689  |              |
| 24800668 | ja   | Datei hochladen | Jugendheim Ringlikon                       | B reg. | G   | Uetlibergstrasse 45 678260 / 245962 |              |

Legende: Im Wesentlichen siehe Legende der Liste der Kulturgüter von nationaler und regionaler Bedeutung, mit folgenden Ausnahmen:
- Anstelle der KGS-Nummer wird als Objekt-Identifikator (ID) die Inventarnummer im Verzeichnis der Objekte von überkommunaler Bedeutung des kantonalen Denkmalschutzamtes verwendet.
- Bei den Kategorien wird wie folgt unterschieden: B kant. = Objekt von kantonaler Bedeutung (Kanton Zürich); B reg. = Objekt von regionaler Bedeutung (Kanton Zürich).